# Curmătura, Prahova
Curmătura este un sat în comuna Păcureți din județul Prahova, Muntenia, România.